# Орлово (Щолковський міський округ)
Орло́во (рос. Орлово) — присілок у складі Щолковського міського округу Московської області, Росія.

## Населення
Населення — 60 осіб (2010; 39 у 2002).
Національний склад (станом на 2002 рік):
- росіяни — 100 %